# ريتشارد وود (سياسي)
ريتشارد وود (بالإنجليزية: Richard Wood)‏ هو سياسي أسترالي وبريطاني (وحمل سابقاً جنسية المملكة المتحدة لبريطانيا العظمى وأيرلندا)، ولد في 13 مارس 1839، وتوفي في 1923. حزبياً، نشط في حزب العمال الأسترالي (فرع جنوب أستراليا) ‏ ( – نوفمبر 1897). وقد انتخب عضو مجلس النواب جنوب أستراليا من الجمعية عن دائرة Electoral district of North Adelaide ‏ وقد انضم خلال فترته النيابية (15 أبريل 1893 – 2 مايو 1902)  للكتلة البرلمانية حزب العمال الأسترالي (فرع جنوب أستراليا) ‏.